# Spoorlijn Bochum Hauptbahnhof - aansluiting Prinz von Preußen
De spoorlijn Bochum Hauptbahnhof - aansluiting Prinz von Preußen is een Duitse spoorlijn en is als spoorlijn 2150 onder beheer van DB Netze.

## Geschiedenis
Het traject werd door de Preußische Staatseisenbahnen geopend op 1 maart 1892.

## Treindiensten
De lijn is bij Deutsche Bahn in gebruik voor goederenvervoer.

## Aansluitingen
In de volgende plaatsen is of was er een aansluiting op de volgende spoorlijnen:
Bochum Süd
DB 2153, spoorlijn tussen Bochum en aansluiting Nordstern
DB 2160, spoorlijn tussen Essen en Bochum
Bochum Hauptbahnhof
DB 2158, spoorlijn tussen Bochum en Dortmund
DB 2160, spoorlijn tussen Essen en Bochum
DB 2190, spoorlijn tussen Bochum en Dortmund
DB 2194, spoorlijn tussen Bochum Hauptbahnhof en Bochum West
DB 2291, spoorlijn tussen Mülheim-Styrum en Bochum
aansluiting Prinz von Preußen
DB 2151, spoorlijn tussen Bochum Präsident en Dortmund aansluiting Flm

## Elektrificatie
Het traject werd in 1957 geëlektrificeerd met een wisselspanning van 15.000 volt 16⅔ Hz.